# Доходный дом С. А. Визлер
Доходный дом С. А. Визлер — памятник архитектуры. Расположен в Центральном районе Санкт-Петербурга, современный адрес дома — Ковенский переулок, 23.

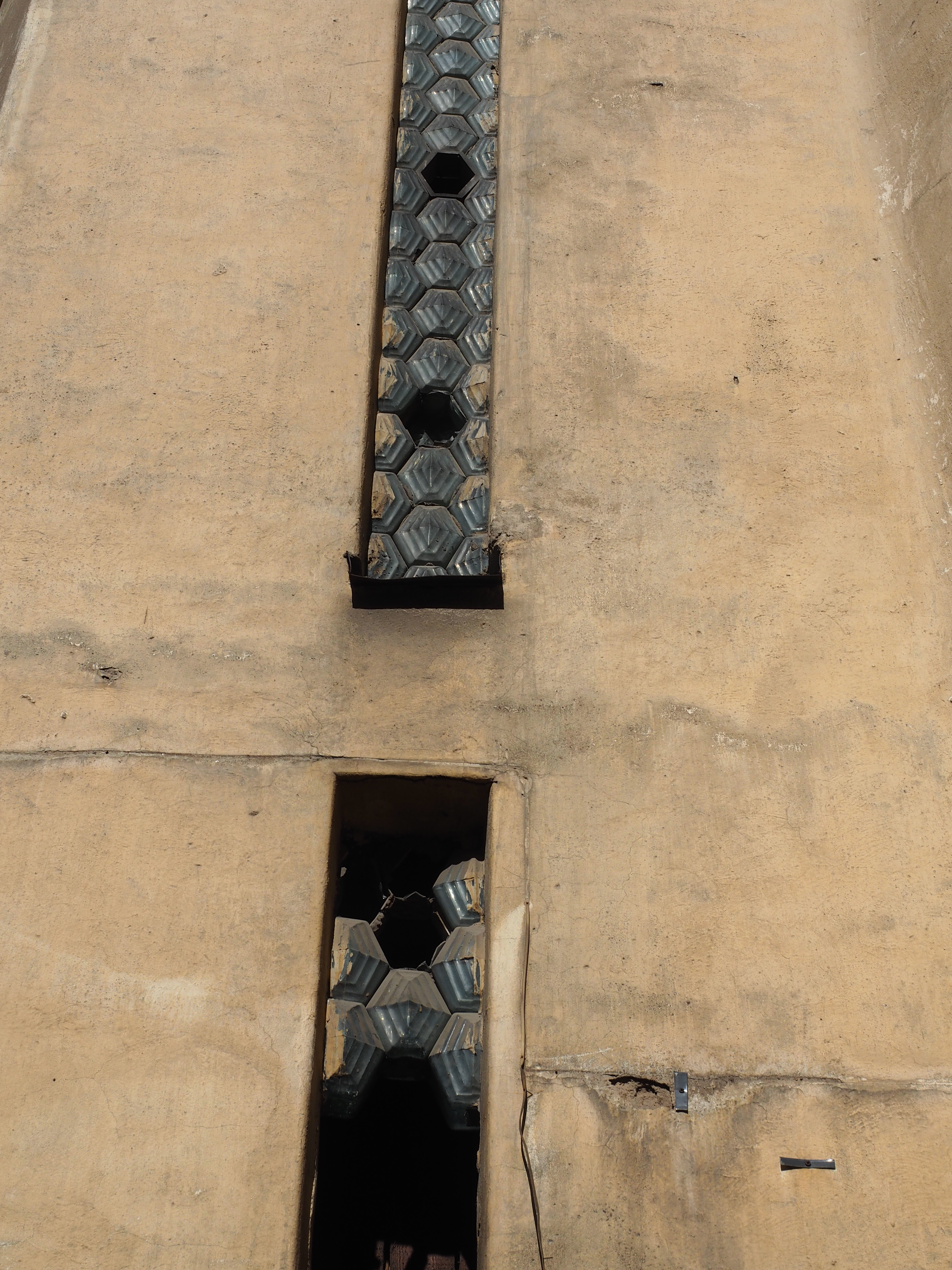
Кирпичи Фальконье

Пятиэтажный угловой дом был построен А. Ф. Бубырём по заказу дочери полковника С. А. Визлер в 1911—1912 годах. Вскоре дом стал собственностью строителя.
Угол срезан уступом, эркеры «врастают» в мансарды, сверху обоих фасадов сделаны плоские прямоугольные выступы. Цоколь облицован серым гранитом «скальной» фактуры, контрастируя с гладко оштукатуренными светлыми стенами. Со стороны двора расположены балконы, выделяются крупные объёмы здания. В одном из ризалитов со стороны двора сохранились стеклянные кирпичи Фальконье.